# Andromedagalaxen
Andromedagalaxen, NGC 224 eller M31, är en spiralgalax av typ Sb i Vintergatans närområde som är svagt synlig med blotta ögat. Den återfinns i stjärnbilden Andromeda som givit den dess namn.
Andromedagalaxen ligger på ett avstånd av 2,5–2,9 miljoner ljusår från Vintergatan och är den närmaste granngalaxen om man inte räknar Vintergatans små satellitgalaxer. Mätningar visar att den är på kollisionskurs med Vintergatan med en radiell hastighet på cirka 120 km/s och galaxerna kommer sannolikt att krocka om cirka 3 miljarder år, beroende på hur stor den okända transversella hastigheten är. Resultatet av denna kollision blir förmodligen att de smälter samman till en stor elliptisk galax.
Andromedagalaxen är med en synlig diameter på 165 000–200 000 ljusår 1,5–2 gånger så stor som Vintergatan och är den största galaxen i den lokala galaxhopen. Dess utsträckning på stjärnhimlen är cirka 3×1 grader vilket är mycket större än månens (cirka 0,5 grad). För blotta ögat är dock storleken mindre eftersom endast den centrala ljusa kärnan är synlig utan teleskop.
Andromedagalaxen åtföljs av ett 10-tal satellitgalaxer, varav ett par (M32 och M110, se bilden) observerades redan av Messier. M32 tycks ha haft "närkontakt" med huvudgalaxen och därvid både stört spiralstrukturen på denna och förlorat en viss del av sitt eget stjärnbestånd.
Endast en gång har en supernova observerats i Andromedagalaxen. Det skedde 1885 och var den första supernovan utanför Vintergatan som någonsin observerats.

## Observationshistoria

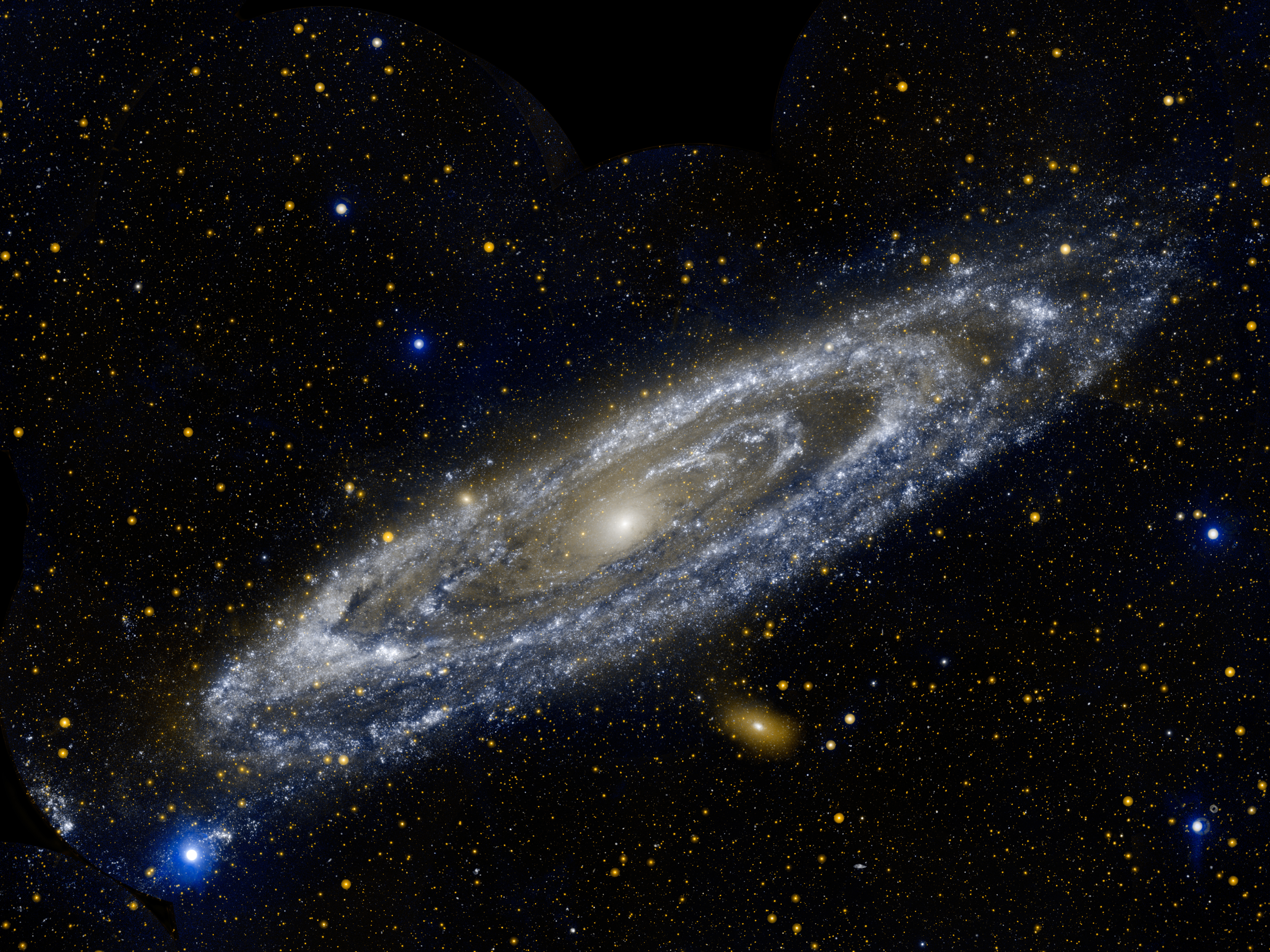
Andromedagalaxen

M31:s position i andromedastjärnbilden

Trots att den är synlig för blotta ögat, om än svagt, tycks M31 inte ha varit känd i antiken; den nämns inte i till exempel Almagest. Likväl säger sig några engelska forskare som gått igenom gamla astronomiska observationer från århundradena kring vår tideräknings början, ha funnit att kinesiska astronomer observerat ett stillastående sken på himlen – en supernova – i den stjärnbild som motsvarar Andromeda mellan 10 mars och 7 april år 5 f.Kr. Samma observation tycks ha gjorts av koreanska astronomer. Trots att supernovor har observerats i Andromedagalaxen, är det extremt svårt att senare detektera en supernovarest i en annan galax, än mindre i dag skaffa sig en tillförlitlig datering för dess inträffande.
M31 omnämns i övrigt först av den persiske astronomen Abd al-Rahman Al-Sufi år 964 i dennes Fixstjärnornas (stjärnbildernas?) bok (Kitab al-Kawakib och kallas där det "lilla molnet", men den var antagligen känd av persiska astronomer redan tidigare.
Den återupptäcktes på 1600-talet av flera europeiska astronomer oberoende av varandra, och Charles Messier anger, när han 1764 registrerar galaxen som det 31:a objektet i sin katalog, Simon Marius räknas som den förste som gjort teleskopiska observationer av galaxen år 1612.
Till en början trodde man att Andromedagalaxen var en nebulosa som låg relativt nära oss. Först på 1920-talet började man inse att den låg utanför Vintergatan och Edwin Hubble lyckades genom att studera cepheider i dess utkanter uppskatta dess avstånd och storlek (publicerat i Monthly Notices of the Royal Astronomical Society, 1929). Ofullständiga kunskaper om cepheidernas natur gav dock siffror som bara är hälften av dagens.

## Kärnan

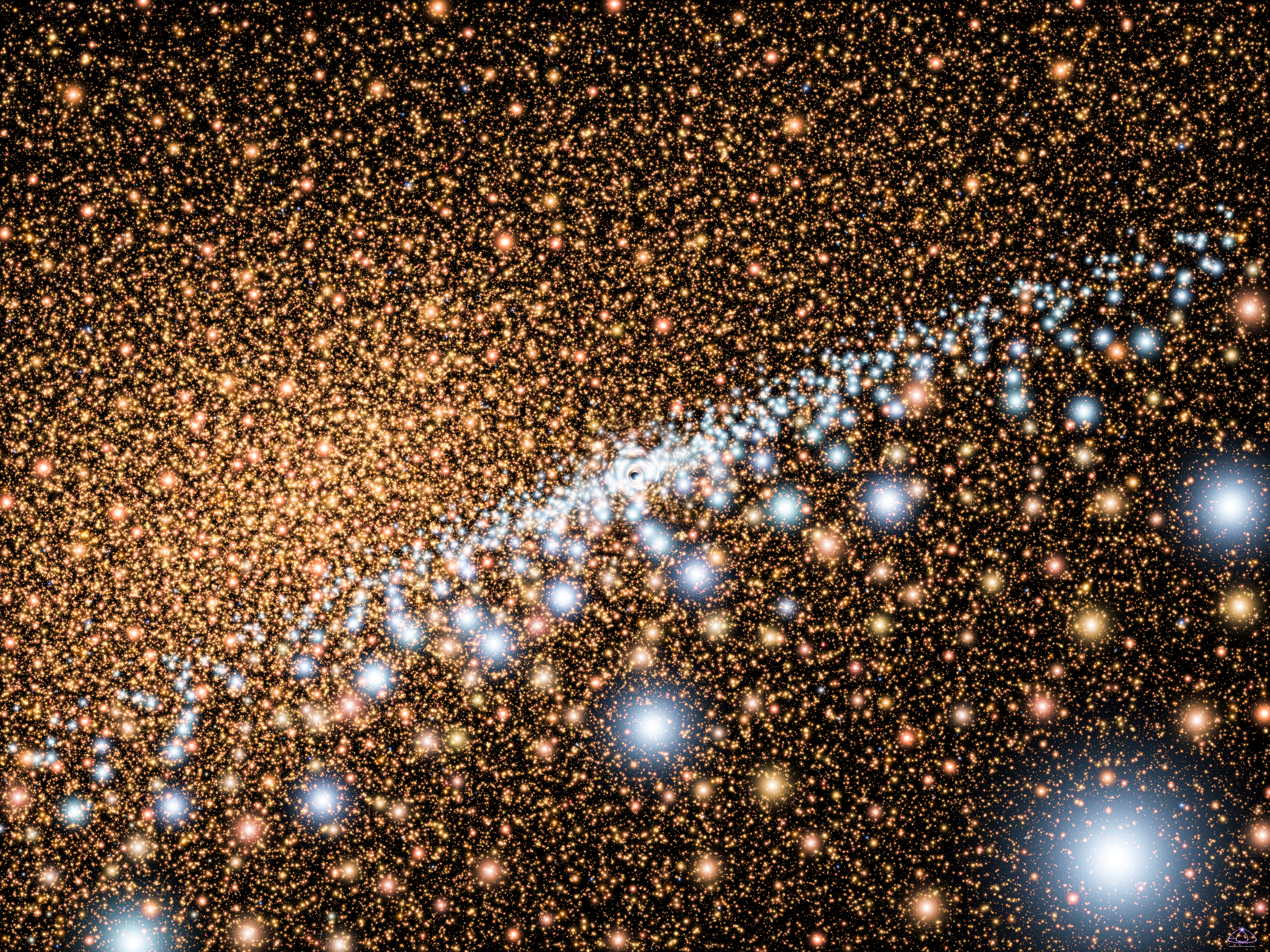
En konstnärs skildring av Andromedagalaxens kärna som visar en vy över en mystisk skiva av unga, blå stjärnor cirkulerande runt ett supermassivt mörkt objekt. NASA/ESA photo.

Bild av Andromedagalaxens kärna med HST, som visar en möjlig dubbel struktur. NASA/ESA photo

M31 är känd för att hysa en tät och kompakt stjärnhop mitt i sitt centrum. I ett stort teleskop skapar den ett synligt intryck av en stjärninbäddad kärna i den diffusa omgivande bulben. Denna stjärnbildning med unga blå stjärnor är mycket nära galaxens centrum, är hittills oförklarad, men har av företrädare för alternativa kosmologiska modeller spekulerats kunna vara en typ av recirkulation av väte. Kärnans luminositet överträffar de mest ljusstarka klotformiga stjärnhoparna.

## Nyheter
De senaste åren har man med satellitbaserade teleskop hittat flera källor till röntgenstrålning i galaxens centrala del. I dess centrum finns en ovanligt "kall" källa som man tror är ett massivt svart hål.
De senaste åren har man också med rymdteleskopet Hubble upptäckt att dess centrum verkar ha två kärnor som ligger på cirka 5 ljusårs avstånd från varandra. Man tror att den ena är den verkliga kärnan och den andra formas av materia som roterar runt och är på väg in mot kärnan.